# Rhinecanthus assasi
Rhinecanthus assasi és un peix teleosti de la família dels balístids i de l'ordre dels tetraodontiformes.

## Morfologia
Pot arribar als 30 cm de llargària total.

## Distribució geogràfica
Es troba a les costes de l'oest de l'oceà Índic (des del Mar Roig fins al Golf d'Oman i el Golf Pèrsic).